# Syniwka
Syniwka (ukr. Синівка) – wieś na Ukrainie, w obwodzie sumskim, w rejonie romeńskim, siedziba hromady. W 2001 liczyła 1546 mieszkańców.